# جواو ماركوس (لاعب كرة قدم مواليد 2000)
جواو ماركوس ليما كانديدو (بالإنجليزية: َJoão Marcos Lima Candido)‏ (من مواليد 18 يوليو 2000 في البرازيل) هو لاعب كرة قدم محترف لعب سابقاً في نادي الوحدة الإماراتي ونادي الظفرة في الهجوم.

## روابط خارجية
جواو ماركوس (لاعب كرة قدم مواليد 2000) على موقع قاعدة بيانات كرة القدم.إي يو (الإنجليزية)
- جواو ماركوس (لاعب كرة قدم مواليد 2000) على موقع Soccerway.com (الإنجليزية)